# Вибухова машинка

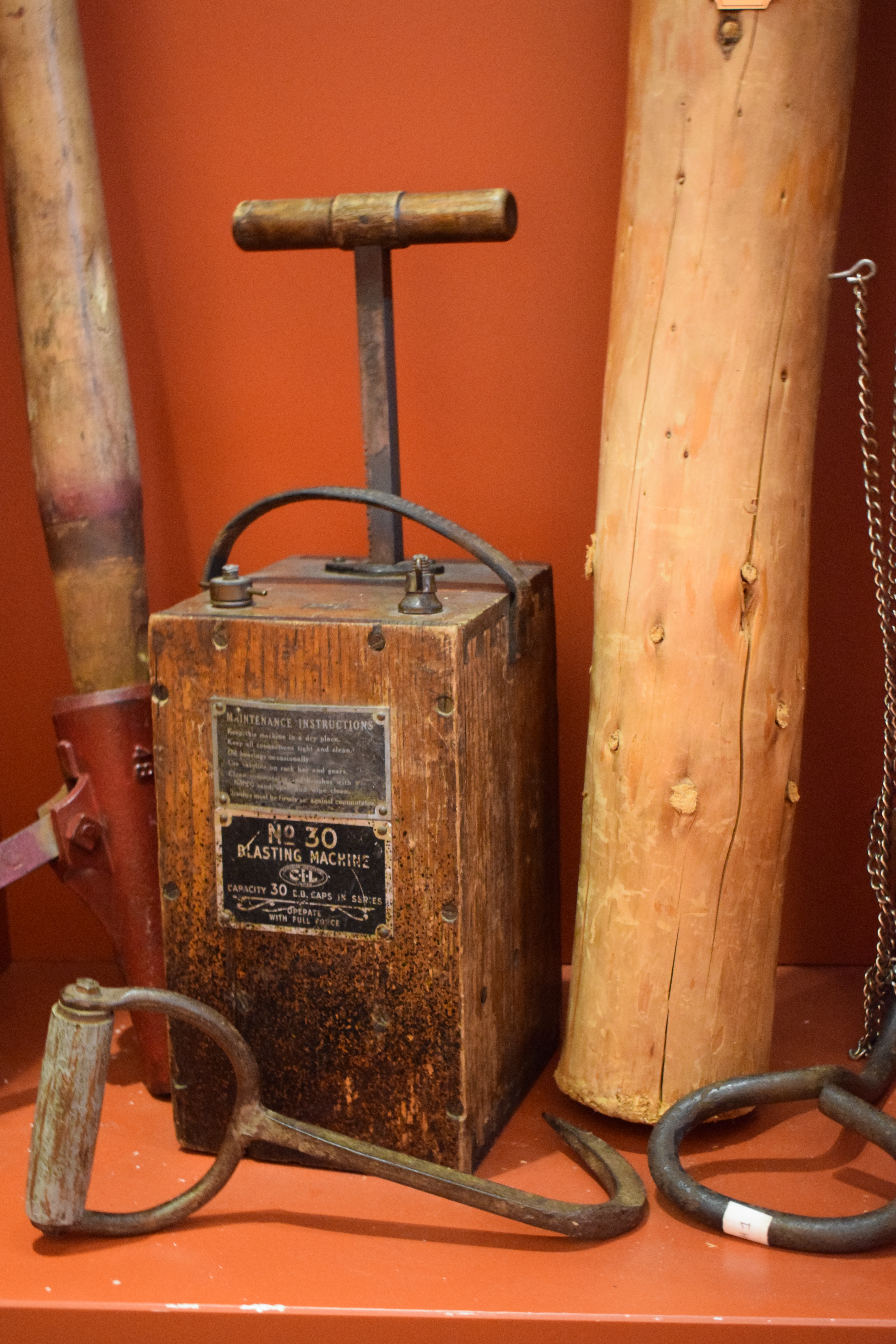
Підривна машинка

Вибухо́ва маши́нка, підривна машинка (рос. взрывная (подрывная) машинка, англ. blasting machine, нім. Zündmaschine) — переносний пристрій для електричного підривання зарядів ВР. Розрізнюють динамоелектричні та конденсаторні вибухові машинки. Вітчизняні типи вибухових машинок: батарейні конденсаторні прилади КВП-1/100 м, ПИВ-100 м; іскробезпечний високочастотний вибуховий прилад ІВП-1/12; граничні вибухові прилади КВП 200 і КВП 750. Призначені для висадження від електричних мереж в шахтах безпечних по вибухах газу і пилу.
Використання терміна «машина» походить від ранніх конструкцій, в яких використовувався електричний генератор, що керується шляхом намотування поворотної ручки або натискання вниз Т-подібної ручки. Сучасні вибухові машини живляться від батарейок і керуються за допомогою перемикачів і кнопок і не нагадують старі конструкції.

## В інженерних військах
На озброєнні інженерних військ ЗСУ є підривні машинки КПМ-3, КПМ-1А, ПМ-4, «Вихор», «Вихор-міні», а також підривні машинки іноземного виробництва (Guerilla тощо).
| Характеристики             | КПМ-3           | КПМ-1А          | ПМ-4         |
| -------------------------- | --------------- | --------------- | ------------ |
| Тип                        | конденсаторна   | конденсаторна   | імпульсна    |
| Послідовне з'єднання ЕДП   | 200 шт R=600 Ом | 100 шт R=350 Ом | 5 шт R=20 Ом |
| Паралельне з'єднання ЕДП   | 5 шт R=30 Ом    | 5 шт R=15 Ом    | 2 шт R=6 Ом  |
| Довжина провідної лінії, м | -               | -               | 50           |
| Опір провідної лінії, Ом   | -               | -               | 8            |
| Вага, кг                   | 2,3             | 2,1             | 0,41         |

Для підривання електродетонаторів у кількості, що перевищує ТТХ однієї машинки, можна застосовувати дві паралельно з'єднані машинки КПМ-1А. Тоді накопичувальні конденсатори обох заряджаються шляхом обертання привідної ручки будь-якої з машинок.
У цьому випадку максимальна кількість ЕД, що підриваються:
- при послідовному з'єднанні 200 шт., R=700 Ом;
- при паралельному з'єднанні 5 шт., R=30 Ом.

## Історія
Першу задовільну магнітно-індукційну вибухову машину сконструював у 1878 році Генрі Джуліус Сміт з Маунтін-В'ю, Нью-Джерсі. Його механізм складався зі стиснутого вниз Т-подібного руків'я. Нижній кінець руків'я був рейкою, яка приводила в рух шестерню, що, у свою чергу, приводила в рух високовольтне магнето, яке створювало високу напругу, необхідну для підриву вибухової речовини.